# ران وایدن
ران ویدن (به انگلیسی: Ron Wyden) (زادهٔ ۳ مه ۱۹۴۹) سناتور ایالت اورگن در سنای ایالات متحده آمریکا است که برای نخستین‌بار در ۶ فوریه ۱۹۹۶ به‌عضویت این مجلس درآمد. وی در زمرهٔ سناتورهای گروه سوم است که به‌مدت ۶ سال در سنا حضور دارند و تا تاریخ ۳ ژانویه ۲۰۱۷ در این مجلس خواهد بود.
وایدن ریاست کمیته انرژی و منابع طبیعی سنا را بر عهده دارد.